# Izomorficzna przemiana pokoleń
Izomorficzna przemiana pokoleń – rodzaj przemiany pokoleń, w której kolejne pokolenia, tj. gametofit (1n) i sporofit (2n) nie różnią się morfologicznie. Czas trwania obu pokoleń, jak również przedział czasu pomiędzy gamią a mejozą, są takie same.
Ten typ przemiany pokoleń występuje u niektórych glonów, np. u sałaty morskiej (Ulva lactuca).